# Smurfing
Smurfing je ve videoherní a internetové komunitě pojem, kterým se označuje aktivita, při které hráči s vysokou úrovní vzdělání a vědomostí úmyslně pronikají do řad novějších, méně zkušených hráčů a získávají z nich snadné výhry a profit. Smurfing slouží těmto hráčům jako forma snadné a lehce zvrácené zábavy. Smurfing může, nebo nemusí probíhat anonymně. Jako Smurf je pak označena jednotlivá osoba, konající tuto činnost.

## Vznik a původ slova
Poprvé v historii videoherního průmyslu se Smurfing dostává do povědomí okolo roku 1996 – s příchodem strategické hry Warcraft II: Tides of Darkness od společnosti Blizzard. V ní probíhaly přes VLAN, nebo přes programy typu Kali zápasy, do kterých se mohl zapojit kterýkoliv hráč (v této době neexistoval multiplayer systém). Dva hráči původního Warcraftu – Geoff „Shlongor“ Frazier a Greg „Warp“ Boyko, kteří mechanicky i vědomostně ovládali hru více, než bylo běžné, si založili nové účty, které pojmenovali jednoduše PapaSmurf (Taťka Šmoula) a Smurfette (Šmoulinka). Jednalo se o odkaz na slavnou franšízu Šmoulové. Pod těmito jmény začali hrát proti hráčům, kteří neznali jejich pravou totožnost a v komunitě Blizzardu se začínalo šířit povědomí o „Šmoulech (Smurfech), kteří hrají lépe, než všichni ostatní“.
Termín byl přenesen z komunity Warcraftu do ostatních herních komunit a dnes funguje jako celosvětové označení pro hráče, který touto cestou úmyslně hraje proti slabším protivníkům.